# Bratton Seymour
Bratton Seymour est une paroisse civile et un village du Somerset, en Angleterre.